# Wolseley 11/22
La 11/22 è un'autovettura di classe media-inferiore prodotta dalla Wolseley dal 1925 al 1929. Successe alla prima versione della Ten.
Come il modello che sostituì, aveva installato un motore in linea a quattro cilindri raffreddato ad acqua, da 1.261 cm³ di cilindrata.
Il modello era offerto con tre tipi di carrozzeria, berlina quattro porte, coupé due porte e cabriolet due porte.